# Коперницкий, Исидор Станиславович
Исидо́р Станисла́вович Коперницкий (пол. Izydor Kopernicki; 17 [29] апреля 1825, Киевская губерния — 24 сентября 1891, Краков) — польский антрополог и этнограф. Брат филолога В. Коперницкого.

## Биография
Родился в селе Чижовка Звенигородского уезда Киевской губернии 17 (29) апреля 1825 года в семье дворян римско-католического вероисповедания.
С 1835 года учился в Златопольском училище, с 1838 года — во 2-й Киевской гимназии, с 1839 года — в Винницкой гимназии, которую окончил в 1843 году. В 1849 году окончил медицинский факультет университета Св. Владимира со званием лекаря.
Был определён младшим ординатором в Луцкий военный госпиталь и в том же году переведён в управление командующего резервными батареями 4-й артиллерийской дивизии. С 1851 года — младший лекарь 14-й артиллерийской бригады, с 1852 года — батальонный лекарь Камчатского егерского полка. В 1854 году был командирован в Селенгинский пехотный полк; с 1855 года — старший лекарь 12-й полевой артиллерийской бригады, с 1856 года — штаб-лекарь Белозерского пехотного полка. Во время восточной войны находился при действующей армии: сначала на Дунае, затем в Крыму, где состоял в течение 3-х с половиной месяцев в составе Севастопольского гарнизона; был награждён орденами Св. Анны 3-й степени (1855) и Св. Станислава 2-й степени (1856).
В 1857 году вышел в отставку с военной службы и был назначен исправляющим должность прозектора анатомии в университете Св. Владимира и в следующем году утверждён в этой должности; читал курс практической анатомии и проводил практические занятия по приготовлению анатомических препаратов; в 1859—1861 годах проводил занятия по оперативной хирургии.
В «Киевских университетских известиях» в 1861 году поместил свой первый научный труд по краниологии: «Предварительные сведения о краниологических исследованиях над строением славянских черепов».
Был одним из организаторов «Общества тайных польских школ». В 1863 году был уволен по прошению от службы при университете и 28 марта выехал на территорию Царства Польского, где принял участие в восстании; в Калишком уезде создавал повстанческие медицинские пункты и руководил ими до поздней осени 1864 года, когда был направлен исполнять обязанности комиссара революционного Национального правительства во Львов. Задержанный австрийскими властями, смог убежать из-под ареста и в 1864 году в Белграде пытался зарабатывать на жизнь частной практикой. В том же году переехал в Румынию, где организовал в Бухарестском университете анатомический музей, за что был награждён медалью «Bene Merenti». Путешествовал по Европе, был в Париже, где выступил на Международном антропологическом конгрессе. На 1-м съезде польских врачей и естествоиспытателей в Кракове получил высшую награду за презентованные препараты. Сотрудничал с журналом Correspondance du Nord-Est. Был основателем польской читальни в Бухаресте.
С 1871 года жил в Галиции; долгое время преподавал  безвозмезднов Краковском университете, где в 1876 году получил степень доктора медицины; с 1886 году занял штатную должность профессора университета.
С 1877 года под редакцией Коперницкого было издано 14 томов «Zbiór wiadomości do antropologii krajowej» (издание Краковской академии наук).
Автор более 100 научных работ. Им было издано много ценного украинского этнографического материала, преимущественно свадебных песен. В числе публикаций Коперницкого — монография «O gόralach Ruskich w Galicji» («О русских горцах в Галиции»), подготовленная по материалам, собранным им в экспедиции 1888 года, и названной И. Франко «первым систематическим исследованием украинцев Карпат». Как учёный, он отличался добросовестностью и объективностью выводов, даже тогда, когда они противоречили польским национально-политическим тенденциям.
Умер в Кракове 24 сентября 1891 года от туберкулеза, которым заболел, ухаживая за О. Кольбергом.